# Miriam Dalsgaardová
Miriam Dalsgaardová (nepřechýleně Miriam Dalsgaard; * 1972, Aalborg) je dánská novinářská fotografka, která spolu s novinářem Olavem Hergelem obdržela v roce 2006 Cavlingovu cenu za sérii v deníku Politiken o uprchlících a zejména o životních podmínkách dětí uprchlíků v azylových centrech.

## Životopis
Dalsgaardová vyrostla v obci Hjallerup ve Vendsysselu a v roce 1994 se přestěhovala do Koldingu, kde dokončila své vzdělání v oboru vizuální komunikace na Škole umění a řemesel. V roce 2001 se začala vzdělávat jako fotografka na Aarhuské škole žurnalistiky.
Dalsgaardová získala titul Press Photo of the Year 2015 v kategorii „Portrét roku“ za sérii z kadeřnictví Q's Barbershop ve čtvrti Odense Vollsmose.